# Landschaftsschutzgebiet Talsystem der Elpe

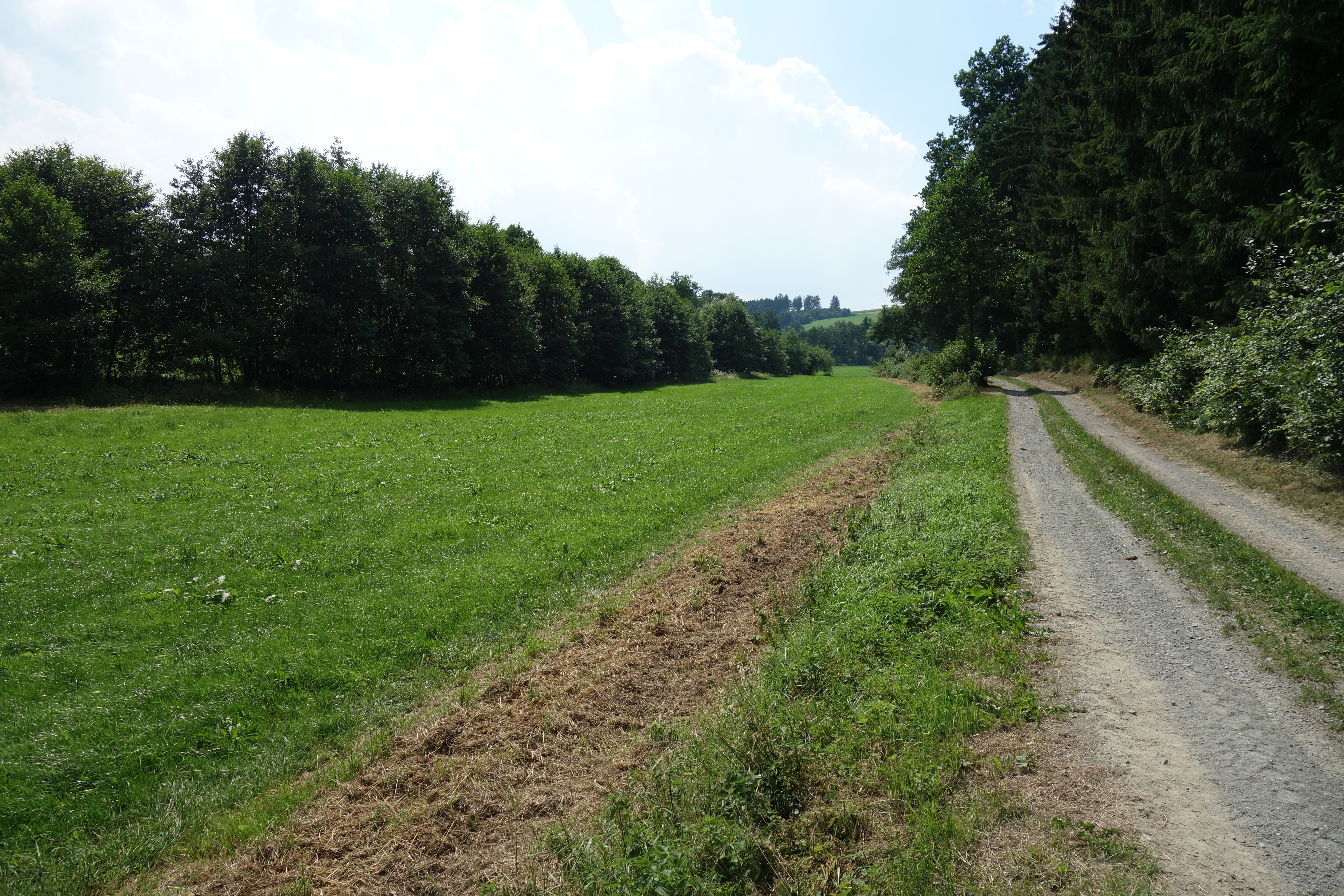
Landschaftsschutzgebiet Talsystem der Elpe an Walbecke

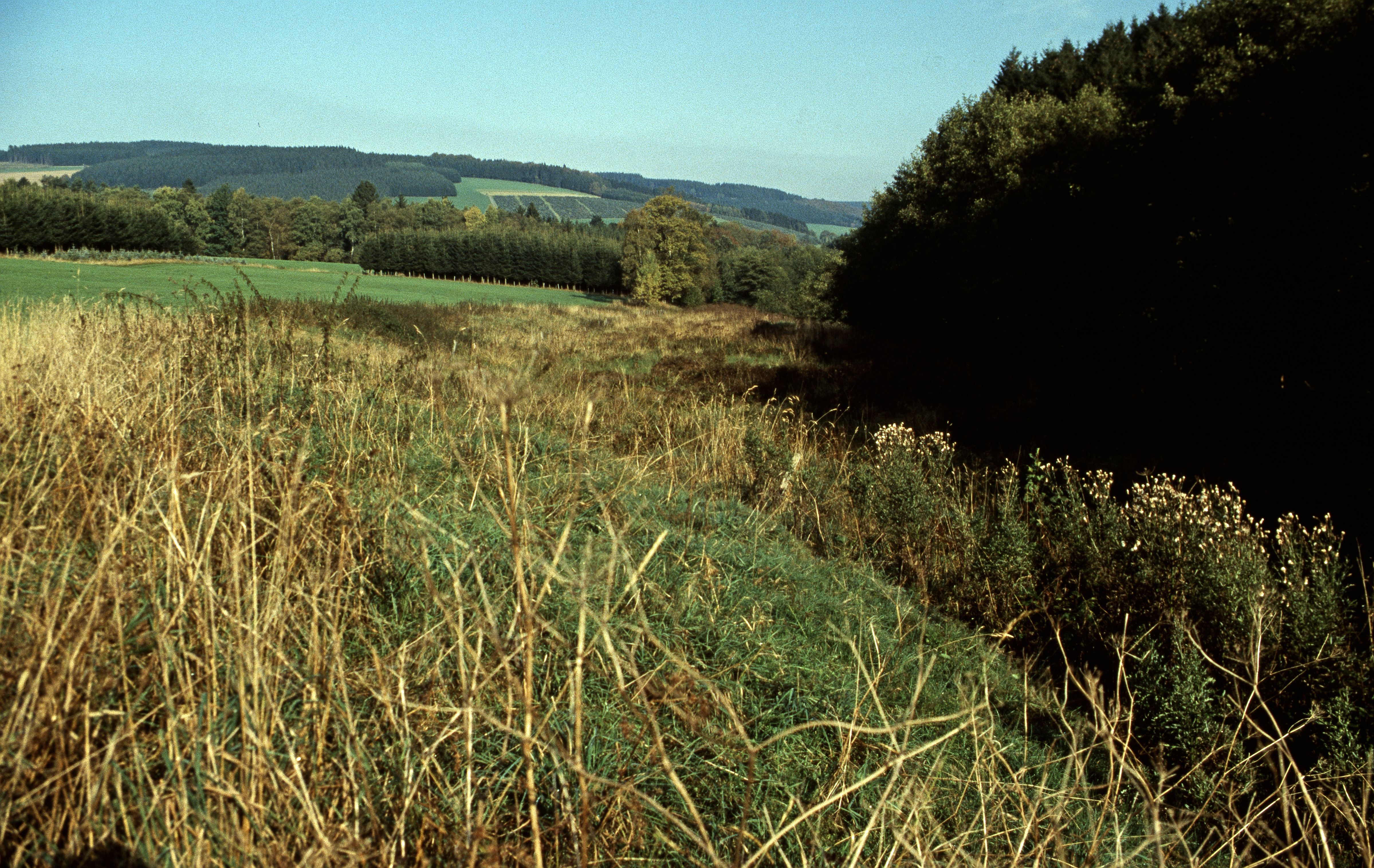
Teilfläche am Elfterbach

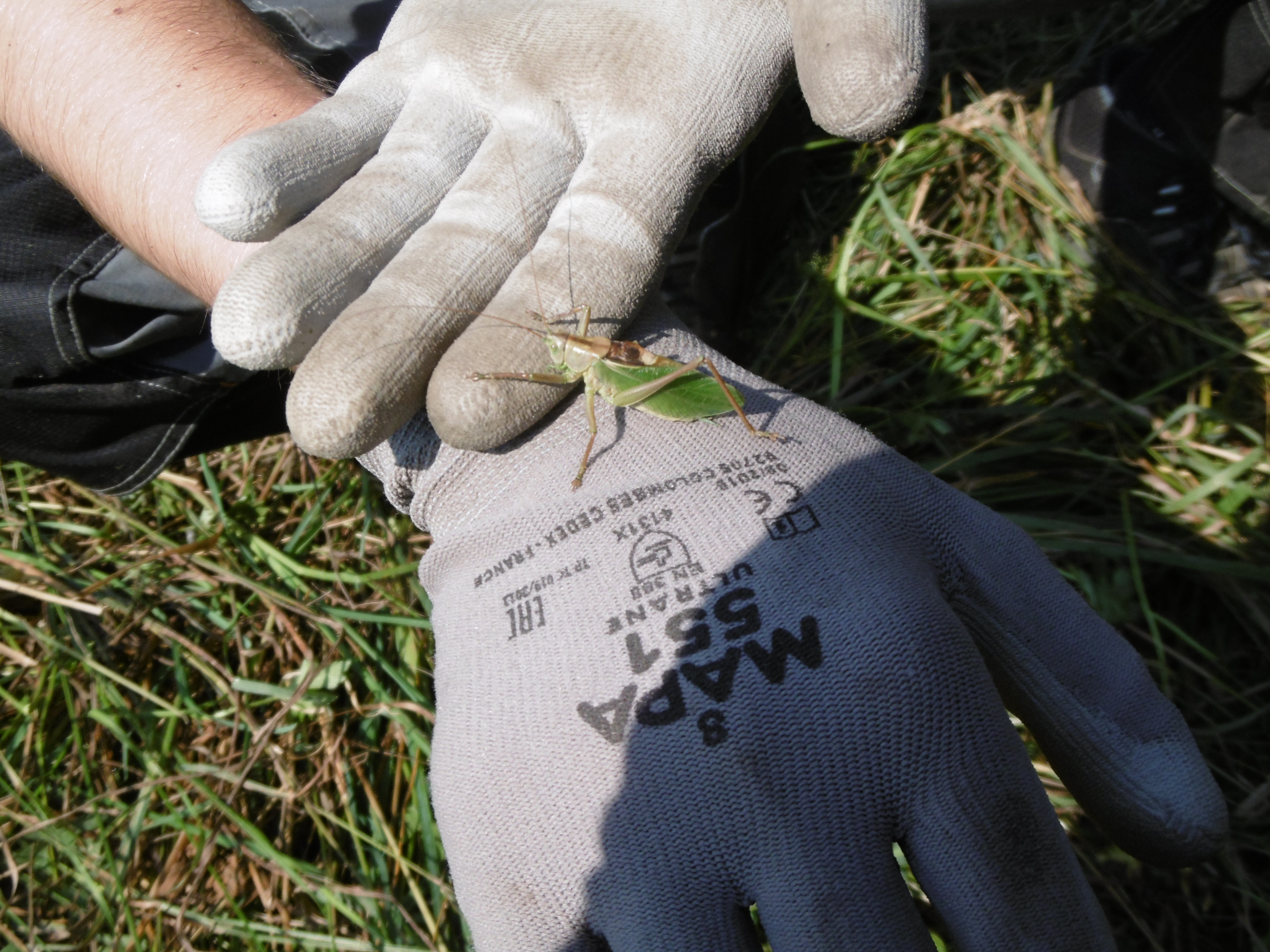
Zwitscherschrecke im Landschaftsschutzgebiet Talsystem der Elpe

Das Landschaftsschutzgebiet Talsystem der Elpe mit 21 ha Größe liegt nordwestlich, nördlich und östlich von Altenfeld im Stadtgebiet von Winterberg. Das Gebiet wurde 2008 mit dem Landschaftsplan Winterberg durch den Hochsauerlandkreis als Landschaftsschutzgebiet (LSG) ausgewiesen. Das LSG besteht aus zwei Teilflächen. Das Talsystem der Elpe wurde als eines von 13 Landschaftsschutzgebieten vom Typ C, Wiesentäler und bedeutsames Extensivgrünland im Stadtgebiet von Winterberg, ausgewiesen.

## Beschreibung
Es umfasst Grünlandflächen entlang der Bäche Walbecke, Elpe und Elfterbach. Im LSG mündet die Walbecke in die Elpe. Das LSG beginnt beim Elpebach am nördlichen Ortsrand von Altenfeld. Die gesamten Fließgewässer und zwei Grünlandflächen sind ein gesetzlich geschütztes Biotop nach § 30 BNatSchG.

## Schutzzweck
Die Ausweisung erfolgte zur Ergänzung der Naturschutzgebiets-Ausweisung in den Talauen von Winterberg um ein Offenlandbiotop-Verbundsystem zu schaffen, damit Tiere und Pflanzen Wanderungs- und Ausbreitungsmöglichkeiten behalten, und dem Erhalt der Vorkommen geschützter Vogelarten sowie dem Schutz artenreicher Pflanzengesellschaften.
Laut Landschaftsplan stellen die unverbauten Bäche Walbecke, Elpe und Elfterbach herausragende Refugial- und Vernetzungsbiotope dar. Der Grünlanderhalt im LSG dient auch dem Grundwasser und Fließgewässerschutz, ferner dem Biotop- und Artenschutz.

## Rechtliche Vorschriften
Wie in den anderen 12 Landschaftsschutzgebieten vom Typ C im Landschaftsplangebiet Winterberg besteht im LSG Talsystem der Elpe ein Umwandlungsverbot von Grünland und Grünlandbrachen in Acker oder andere Nutzungsformen. Eine Erstaufforstung und eine Anlage von Weihnachtsbaumkulturen ist verboten. Eine maximal zweijährige Ackernutzung innerhalb von zwölf Jahren ist erlaubt, falls damit die Erneuerung der Grasnarbe vorbereitet wird. Dies gilt als erweiterter Pflegeumbruch. Beim erweiterten Pflegeumbruch muss ein Mindestabstand von fünf Metern vom Mittelwasserbett eingehalten werden.